# Maraş-massakren
Maraş-massakren (Tyrkisk: Maraş Katliamı) refererer til de begivenheder, der fandt sted i december 1978 i byen Kahramanmaraş og resulterede i at mindst 100 mennesker (overvejende alevitter) blev slået ihjel.